# کوزه‌رش
کوزه‌رش، روستایی است از توابع بخش کوهسار و در شهرستان سلماس استان آذربایجان غربی ایران.
کوزه‌رش مرکز دهستان شناتال است.

## جمعیت
کوزه‌رش یکی از روستای آذربایجان غربی در شهرستان سلماس بخش کوهسار و مرکز دهستان شناتال با مساحت ۲۸۱۸٫۳۹ هکتار و طبق سرشماری مرکز آمار ایران در سال ۱۳۸۵ روستای کوزه‌رش دارای ۲۲۲ خانوار و ۱٬۵۰۱ نفر جمعیت است. مردم این روستا از لحاظ مذهب  اهل سنت هستند و به زبان  کوردی کرمانجی  سخن می‌گوید. روستای کوزه‌رش در ۳۲ کیلومتری غرب شهرستان سلماس جای دارد که با کشور ترکیه هم‌مرز می‌باشد. این روستا دارای کوه‌هایی بنام هَرَوِل با ارتفاع ۳۴۸۸ متر و کوه خدا و سه‌گر و رودخانه سرحلان که اطراف آن را پوشش داده قرار گرفته است.
بافت کالبدی روستا مانند بافت فیزیکی سایر روستاهای آذربایجان غربی به صورت پراکنده در قالب مجموعه‌های مرکزی و مسکونی پدیدار شده است. این روستا در زلزله ۱۳۰۹ دیلمان (سلماس) خسارات کلی دیده و ۴۵ نفر کشته شده بودند که با کوچ حدود ۲۵ خانوار در محلی بنام تایدشت (کوزه‌رش کنونی) و با همان نام قدیمی روستا، کوزه‌رش، ساکن شدند.
اکثر اهالی روستا به امر دامداری سنتی و کشاورزی مشغول می‌باشند.